# Cerberus: Book of Angels Volume 26

Cerberus: Book of Angels Volume 26 est un album de compositions de John Zorn arrangées par Sam Eastmon et Nikki Franklin et jouées par le Spike Orchestra, un ensemble britannique qui revendique les influences de John Zorn, Duke Ellington, Frank Zappa ou Carl Stalling et qui joue une musique qui mélange les styles jazz, rock, klezmer, musique de dessins animés et avant-garde .

## Titres
| No  | Titre    | Durée |
| --- | -------- | ----- |
| 1.  | Gehegial | 4:59  |
| 2.  | Hakha    | 5:09  |
| 3.  | Hananiel | 5:09  |
| 4.  | Lahal    | 5:19  |
| 5.  | Armasa   | 7:35  |
| 6.  | Thronus  | 6:47  |
| 7.  | Shinial  | 4:42  |
| 8.  | Donel    | 5:48  |
| 9.  | Raguel   | 4:45  |
| 10. | Pahadron | 6:19  |

## Personnel
- Paul Booth - saxophone ténor, clarinette
- Erica Clarke - saxophone baryton, clarinette basse
- Stewart Curtis - saxophone ténor, clarinette
- Sam Eastmond - trompette solo
- Nikki Franklin - voix
- Moss Freed - guitare
- Ben Greenslade-Stanton - trombone
- Mike Guy - accordéon
- George Hogg - trompette, bugle
- Noel Langley - trompette, bugle
- Sam Leak - Piano, claviers
- Chris Nickolls - batterie
- Dave Powell - tuba
- Ashley Slater - trombone
- Karen Straw - trompette, bugle
- Mike Wilkins - saxophone alto, clarinette
- Otto Willberg - basse
- Vasilis Xenopoulos - saxophone alto, flute